# 아홉살 인생 (소설)
《아홉살 인생》은 위기철 작가의 장편소설이다. 1991년 출간된 이후 만화와 영화로도 만들어졌다. 2003년 MBC 느낌표 선정 도서가 되어 상반기 화제의 베스트셀러에 오르기도 했다.

## 줄거리
주인공 꼬마 여민은 인생이 아홉 살부터 시작된다고 생각한다. 작가의 삶이 아홉살 꼬마를 통해 그려져 있는데, 때론 힘들고 지치지만 가슴 따뜻한 삶의 이야기를 통해 인생의 시작과 끝은 알 수 없음을 말하고 있다. 아홉 살인 백여민이 이 책의 주인공이다. 깡패였던 아버지와 애꾸눈인 어머니, 그리고 다섯 살짜리 여동생이 그의 가족이다. 여민네 가족은 아버지의 친구집에서 얹혀 살다가 어느 산동네의 맨 산꼭대기의 집을 갖게된다. 상상과 달리 매우 초라한 집이지만, 자신의 소유라는 것과 소유가 아니라는 건 많은 차이가 있다는 걸 깨닫게 된다. 이 산동네의 산꼭대기에 살면서 여민이는 많은 사람을 만나게 된다. 그리고 여민은 알아간다. 학교를 빼먹어 가며 자신만의 아지트인 숲에서 홀로 지내는 생활을 해보면서 세상이 아무리 힘들어도 홀로 산다는 건 너무나도 어리석은 생활이라는 걸 어떤 슬픔과 고통도 피한다고 해서 해결되는 게 아니라 그것을 우리가 회피하려 들 때 도리어 커진다는 사실을 알아간다.

## 등장인물
- 백여민

순수하고, 의리가 있다. 효자이다. 나이에 비해 성숙하다. 싸움을 잘하고, 천진하며 착하다.
- 신기종

호기심이 많고, 의리가 있으며, 뻔한 거짓말을 많이 한다. 여민이를 잘 따르며, 여민이와 단짝. 부모없이 누나와 단둘이 살며 깨끗하지 못함. 상상력이 풍부한 아이. 거짓말을 하지만 악의가 있는 거짓말이 아닌 '외계인을 봤다' '우주인과 싸워 이겼다' 이런 종류의 거짓말을 잘한다. 나중에 누나를 따라 산동네를 떠나게 된다.
- 검은제비

리더십이 있다. 가정의 불화로 산동네의 대장자리를 떠난다. 아버지를 죽이고 싶어하며, 경쟁의식이 강하다.
- 장우림

도도하고, 매사에 당당하다. 서울에서 전학와 여민이와 같은 반이 되었다. 여민이가 좋아하는 아이이며 약간 신경질적인 성격이다.
- 여민 엄마

무허가 공장에서 일을 하다 어린 공원의 실수로 화공약품이 눈에 들어가 한쪽 눈을 실명하게 된다.
- 여민 아빠

남을 돕는 기사로 정신이 투철하고 의리있고 마음씨가 좋다. 특히 여민 엄마를 누구보다 아낀다.
- 토굴할매

여민이가 살고있는 산동네에서 가장 오래사신 할머니. 전쟁터에 나갔다가 소식이 끊긴 아들때문에 이사를 가지 못함. 후에 아들이 죽었다는 소식을 듣고 충격으로 죽게된다.
- 풍뎅이 영감

무허가 건물이라는 걸 속이고 가난한 산동네 사람들을 들들 볶고 괴롭히는 사람이다.
- 골방철학자

항상 골방에 틀어박혀 아무일도 하지 않는 청년이다. 판검사,변호사,소설가,외교관 등 꿈이 자주 바뀐다. 동네사람들은 그를 '아무짝에도 쓸모없는 사람'으로 취급해 버림. 소설중에는 나와있지 않지만 기침을 심하게 하는 걸 봐선 천식환자인듯 하다. 나중에 가서는 숲속에서 목을 매어 자살해 버리게 된다.
- 윤희 누나

골방철학자의 편지 심부름을 하게 되면서 여민이 알게 되는 인물. 여민을 마음에 들어하며 여민이 우림에 대해 고민을 할 때 이야기를 들어준다.
- 여민의 담임선생님

아이들에게 무관심하고, 교육에 대한 열정도 없는 사람. 책에서 기종이가 '월급기계'라고 표현하였고, 돈을 벌기 위해 사는 것처럼 보이는 인물이다.

## 작품의 배경
이 소설은 우리나라가 개발 도상국이었던 시대 즉, 1960~70년대 산동네 마을을 배경으로 하고 있으며, 아홉 살 꼬마의 동심 어린 눈을 통해 가난하고 소외된 이들의 고단한 일상을 정겹고 따뜻하게 그려내고 있다.

## 기타

### 작품의 평가
- 우리의 인생이 아홉 살에서 끝나는 것이 아니므로 흥미진진한 열 살, 열 한 살, 그 이상의 이야기로 그려나갈 수 있다는 점에서 또한 여분의 여백이 좋았다. 이 책을 읽는 동안에 나는 봄멀미 대신 봄아이가 되어 어린 시절의 달콤한 추억을 즐겼다. 어린 시절의 회상 한 자락이 봄 햇살처럼 다냥했다. /이연희(수필가)

### 소설을 원작으로 만들어진 미디어
- 2000년 이희재 만화가의 나 어릴 적에 (만화)
- 2004년 윤인호 감독의 아홉살 인생 (영화)